# Albino Crovetto
Pour les articles homonymes, voir Crovetto.
Œuvres principales
Imposizioni
Albino Crovetto (né le 27 juin 1960  à Gênes) est un poète, un photographe et un traducteur italien. 

## Biographie
Après des études de lettres modernes, Albino Crovetto a effectué divers travaux alimentaires à Gênes, où il réside, et a commencé à publier de la poésie dans diverses revues, tout en s'initiant à la photo et au dessin. Il a réalisé des milliers de photos de Gênes et a participé un temps, en tant que photographe, à l'Archivio Fotografico Storico de la ville. 
Sur le tard, il s'est mis au dessin digital et à la traduction : c’est ainsi qu'il a traduit des textes, inédits en italien, d'Henri de Régnier, Jean Richepin, Léon Bloy, Philippe  Jaccottet, Octave Mirbeau, Erckmann-Chatrian, Émile Bergerat, etc. 
Comme poète, Albino Crovetto a collaboré à diverses revues : Conciòsiacosaché, de Gênes, Poesia, de Milan, L'Erbaspada, de Gênes, Origini, de Modène, Il Baretti, de Turin, Frontiera,  de Bologne, Arca, de Gênes,  Il posto delle fragole, de Côme. Des poèmes de lui ont été recueillies dans plusieurs anthologies : La Poesia in Liguria (Forlì, Forum edizioni, 1986) et La Nuova poesia Ligure (I Quaderni della Società letteraria di Rapallo, 1997).
En tant que photographe il a participé à diverses expositions personnelles (à Gênes et à Pise) et collectives (dans diverses villes d'Italie et en Belgique).
Également traducteur, il a traduit Airs, de Philippe Jaccottet, des contes d'Octave Mirbeau  d'autres de Dumas et Asselineau (A patti col diavolo: traduction du Diable et l'architecte d'Alexandre Dumas et La seconde vie de Charles Asselineau) et deux romans: Dans le ciel,  d'Octave Mirbeau (chez Skira) et Anges mineurs de Antoine Volodine.

## Œuvres poétiques
- Altre ombre, Gênes, Il Torchio, 1982.
- Una zona fredda, Edizioni La Vita felice, 2005 (prix de poésie Lorenzo Montano, organisé par la revue Anterem et la ville de Vérone).
- Imposizioni, Gênes, Edizioni Il Canneto, 2011 (prix Lerici-Pea 2012).